# Tzar: The Burden of the Crown
Tzar: The Burden of the Crown és un videojoc d'estratègia en temps real, en el qual es recrea els ambients de l'edat mitjana. Aquest joc ha estat desenvolupat per Haemimont Multimedia i publicat per Pan Interactive. El joc inclou un editor de mapes i de campanyes. Tzar, dona la possibilitat de construir, governar, conquerir i defensar ciutats i pobles (amb un límit de població). Hi ha la possibilitat de crear unitats d'infanteria, a cavall, navals, màgiques, etc. I així poder crear fins a 60 unitats, 80 edificis i 73 tecnologies diferents, a més a més, que l'editor de mapes inclou una gran varietat de tipus de terreny, arbres, etc.
Cada jugador ha d'escollir entre tres civilitzacions: europeus, àrabs o asiàtics. Cada civilització té uns edificis, tecnologies i unitats diferents, cada un dels quals pot ésser pagat amb certa quantitat d'algun o alguns dels quatre recursos (menjar, pedra, fusta i or). Els camperols han d'extreure o recol·lectar recursos per poder pagar unitats, tecnologies i edificis, i només ells poden construir. La majoria d'unitats es poden crear al quarter; les unitats màgiques a la torre màgica, els sacerdots i monjos als temples, el maquinari de guerra al taller i les unitats navals al port.

## Jugabilitat

Un exemple de la jugabilitat on es mostra el castell inicial, alguns camps així com una granja, arsenal, torre de vigilància, algunes cases i a més a més, una torre màgica per engendrar criatures

El joc està ambientat en una època medieval fictícia. El joc és un joc bàsic d'estratègia en temps real que s'assembla al joc de la sèrie Age of Empires. L'objectiu bàsic és conquerir els regnes veïns i destruir-ne tots els rastres, o destruir els seus castells, depenent del mode de joc seleccionat. Hi ha molts edificis i personatges diferents que el jugador pot produir, cadascun depenent de quina de les tres races el jugador tria per jugar com: europea, asiàtica o àrab. Les principals diferències són els tipus d'edificis especials i els tipus de tropes disponibles.
Hi ha quatre tipus de recursos que un jugador ha de reunir: menjar, fusta, pedra i or. Es pot recollir aliments collint cultius, munyint vaques o matant-les per carn, així com pescant si el mapa té llacs o rius. La fusta es recol·lecta talant arbres, i l'or i la pedra es recullen amb la mineria. Totes les unitats tenen salut (punts de vida), però els bruixots també tenen manà que es regenera gradualment quan s'utilitzen per llançar encanteris o convocar criatures.
Els principals edificis que poden construir les tres races són cases, granges, ferrers, tallers, barraques, estables, torres, muralles, portes i fondas. Els jugadors solen començar el joc amb un castell i uns quants pagesos. Al castell es poden portar tot tipus de recursos. La construcció d'habitatges augmenta el límit de població. Les granges es poden utilitzar per produir vaques i també com a lloc per recollir aliments. Calen estables per a alguns tipus de soldats muntats, i els ferrers proporcionen diverses millores a l'armadura i les habilitats de lluita de les unitats. Els tallers s'utilitzen per construir màquines de setge. Les torres s'utilitzen per a la defensa. Les posades són el lloc on el jugador pot intercanviar recursos i després contractar mercenaris i herois. Es poden construir molls per pescar i viatjar a través del mar.
El camí comercial permet al jugador comerciar amb aliats, jugar amb recursos, contractar préstecs i augmentar el límit de població per tal de produir més camperols per recollir més recursos. Aquest camí és més adequat quan es juga amb aliats. A més, el camí comercial permet la recerca de galeons de guerra d'elit que són més grans, més forts i tenen un rang d'atac més llarg que els altres vaixells de guerra, fent que el comerç sigui un camí considerable a seguir quan es juga als mapes de les illes. Finalment, el jugador pot investigar l'habilitat que permet als camperols subornar unitats enemigues sempre que el preu sigui correcte.
També hi ha una opció de campanya per a jugadors individuals en què el jugador ha de completar objectius específics, com ara destruir una força enemiga o protegir una ciutadella dels atacs. La campanya té un total de 20 missions.
El joc també inclou un editor de mapes on els jugadors poden crear els seus propis mapes per jugar-hi amb rius, boscos i recursos estratègicament per utilitzar-los per construir els seus exèrcits. El joc és més conegut per la primera implementació d'un sistema d'experiència completa per a cada unitat d'un joc RTS. El joc no té el sistema conegut habitualment de Warcraft III per als herois, però tot i així cada unitat té el potencial d'assolir el nivell dotze i així obtenir un estat heroic. No hi ha límit d'unitats d'"herois" que pot tenir un jugador, sempre que pugui mantenir-los vius.

### Civilitzacions
Un dels aspectes més atractius del joc és la gran diferència entre les civilitzacions que no es troba en altres jocs d'estratègia. Sols comparteixen algunes unitats d'artilleria i navals de manera que permeten estratègies molt diferents en el joc.
Europeus: representen el món cristià medieval. Tenen unitats militars i camperols cars, el que els fa créixer més lentament, però també són unitats molt fortes i tenen la possibilitat de disposar d'un gran entrenament.
Àrabs: representen el món musulmà medieval. Tenen els encanteris més poderosos i poden crear objectes màgics molt poderosos.
Asiàtics: representen el món budista medieval. Tenen les unitats més econòmiques, el que els permet créixer més ràpidament i atacar en les primeres fases del joc, per contra també són unitats més dèbils.

## Trama
El regne de Keanor està sota l'atac de forces fosques i el que queda està en ruïnes. L'antic rei ha mort i es desconeix el parador del fill príncep Sartor.
Sartor es cria com a llenyataire en un poble, sense saber el seu llinatge reial com a príncep. Un dia, uns mercenaris que busquen Sartor assalten el poble, matant el seu oncle. Un mag anomenat Ghiron arriba a temps i el salva, revelant el seu llinatge reial i promet ajudar a restaurar el regne a la seva glòria anterior. Ghiron el porta a trobar aliats, com ara el capità de la guàrdia del seu pare Woolin. Salven el capitoli de ser completament destruït. El trio busca cada cop més aliats, creixent prou com per tenir confiança en la batalla final. Tenint prou recursos, lideren exèrcits massius contra el Messies del Mal, la manifestació del mal a la Terra.
Sartor va guanyant aliats a poc a poc. Viatja lluny i arreu per trobar gent. Troba aliats als asiàtics en un continent llunyà del nord i troba el favor quan mata els seus antics enemics. Sartor aviat troba aliats àrabs en un continent llunyà. És fet presoner una vegada i els seus aliats el treuen de l'empresonament. Finalment, aconsegueix la confiança i els seus aliats per trobar els aliats finals.
Aleshores, l'ara rei Sartor lidera el seu exèrcit per derrotar el Messies del Mal i la seva ciutat en una gran batalla. Al final, reconeix que el mal sempre romandrà.

## Campanyes i edicions
Tzar ha ido llançant diferents campanyes en cada una de les seves edicions. Són els següents:
- Tzar: The Burden of the Crown. («El poder de la Corona») El argumento principal gira en torno al fantástico reino de Keana. Vegeu la secció de la trama per a més informació. La campanya consta de 18 missions amb una dificultat que s'incrementa a mesura que s'avança en el joc. Aquesta va ser la primera campanya de Tzar llarga a la venda amb el joc original.

- Tzar: El Cid i La Reconquesta. Està ambientat a l'Espanya medieval. Els pobles àrabs han envaït per complet la Península, enderrocant així els pobles ibèrics presents. Uns pocs pobles a Astúries van resistir a l'invasor i aquí comença la Reconquista. Alguns personatges aquí coneguts són El Cid Campeador (quan es recrea la presa de València) i Pelai d'Astúries (en la reconquesta d'Astúries, la primera partida de la campanya).
- #Covadonga (722)
- #Barcelona (877)
- #Santiago (997)
- #València (1094)
- #Saragossa (1104)
- #Navas de Tolosa (1212)
- #Salado (1340)
- #Conquesta de Granada (1492)
- Tzar: Excalibur i el Rei Artús. Publicat en 2002 com a promoció amb el diari El Mundo, amb vuit escenaris ambientats a Camelot:
- #Merlí i el Rei Artús
- #Els nobles rebels
- #El poder d'Excalibur
- #La Germandat de la Taula Rodona
- #Morgana le Fay
- #El Sant Grial
- #La traïció de Sir Mordred
- #El mite de Camelot
- Tzar: Gold Edition («Edició d'Or»)

Reuneix tots els jocs i escenaris anteriors, afegint-hi una nova campanya a més d'un editor de mapes que permet crear aventures amb successos, converses i regles especials, així com prohibir el descobriment de determinades tecnologies o unitats. Aquests mapes són absolutament compatibles amb el joc i s'hi accedeix des del mateix joc.
La nova campanya rep el nom de L'Imperi de Genguis Kan i només consta de dos escenaris.
- Tzar: Los Dominios de la Magia

Publicat el 2003, suposa un canvi en la manera de jugar a Tzar, passant a fer més èmfasi en la part de rol del joc. Es desenvolupa al màgic món d'Arcania, on controles la jove fetillera Albina que, en perdre el seu pare (un gran mag) a mans d'altres bruixots decideix restaurar tot l'ordre del món màgic i venjar la seva injusta mort. La campanya consta de 8 missions.
D'altra banda, és idèntic al videojoc original.
- Tzar: Anthology

L'última publicació de Tzar feta per FX Interactive. Per primera vegada en DVD, aquest compacte reuneix totes les campanyes anteriors en aquesta edició especial.

## Alliberament
Linux Game Publishing va considerar que el joc fos portat a Linux, però va ser rebutjat a causa de les preocupacions de l'empresa sobre el seu joc i després d'escoltar comentaris negatius sobre el joc de la comunitat de jocs de Linux.
El joc es va tornar a llançar digitalment a la plataforma digital GOG.com el 16 de juliol de 2013, i la plataforma digital Steam el 6 de juny de 2019.

## Rebuda
| Agregador    | Puntuació |
| ------------ | --------- |
| GameRankings | 69%       |

| Publicació                   | Puntuació |
| ---------------------------- | --------- |
| CNET Gamecenter              | 7/10      |
| Computer Games Magazine      | [ 7 ]     |
| Computer Games Strategy Plus | [ 8 ]     |
| Computer Gaming World        | [ 9 ]     |
| Eurogamer                    | 6/10      |
| GamePro                      | [ 11 ]    |
| GameSpot                     | 6.4/10    |
| GameSpy                      | 80%       |
| IGN                          | 6.9/10    |
| PC Gamer (EUA)               | 78%       |
| PC Zone                      | 65%       |

El joc va rebre ressenyes mitjanes segons el lloc web GameRankings.
La versió espanyola es va convertir en un èxit a Espanya, amb vendes de 50.000 unitats a la regió el novembre de 2000.